# ГЕС-ГАЕС Мороцука
ГЕС-ГАЕС Мороцука (諸塚発電所) — гідроакумулювальна електростанція в Японії на острові Кюсю. Використовує ресурс із річки Янабару, лівої притоки Мімі, яка на східному узбережжі острова впадає до Тихого океану за п'ять кілометрів від південної околиці міста Хюґа.
У межах проєкту на Янабару звели бетонну гравітаційну греблю висотою 59 метрів та довжиною 150 метрів, яка потребувала 94 тис. м3 матеріалу. Вона утримує водосховище з площею поверхні 0,18 км2 та об'ємом 3,5 млн м3 (корисний об'єм 1,3 млн м3).
При роботі станції в режимі гідроакумуляції як нижній резервуар використовують розташоване на Мімі водосховище ГЕС Ямасухаро (41 МВт). Його утримує бетонна гравітаційна гребля висотою 29 метрів та довжиною 91 метр, котра потребувала 22 тис. м3 матеріалу та створила водосховище з площею поверхні 0,41 км² та об'ємом 1,7 млн м3 (корисний об'єм 1 млн м3).
Окрім стоку Янабару, для роботи станції захоплюють ресурс із ще чотирьох водозаборів, причому у двох випадках прокладені тунелі довжиною 4 км (з діаметром 2,7 метра) та 2,1 км (з перетином 1,5 × 1,8 метра).
Зі сховища по лівобережжю прямує головний дериваційний тунель довжиною 6,9 км з діаметром 3,6 метра, який переходить у напірний водовід довжиною 0,44 км зі спадаючим діаметром від 3,6 до 1,8 метра. У системі також працює вирівнювальний резервуар із верхньої камери висотою 47 метрів та діаметром 13 метрів і з'єднувальної шахти висотою 26 метрів із діаметром 4 метри.
Основне обладнання станції становлять турбіна типу Френсіс потужністю 54 МВт (номінальна потужність станції рахується як 50 МВт) та з'єднаний із нею через мотор-генератор насос потужністю 49 МВт. Турбіна використовує напір у 243 метри, а насос здійснює підйом на 246 метрів. За рік станція виробляє 188 млн кВт·год електроенергії, у тому числі 72 млн кВт·год за рахунок роботи в режимі гідроакумуляції.